# Yarichin Bitch Club
Yarichin Bitch Club (ヤリチン☆ビッチ部 Yarichin Bitchi-bu?), estilizado como Yarichin☆Bitch Club, es una serie de manga de género yaoi escrita e ilustrada por Tanaka Ogeretsu. El manga comenzó su publicación el 10 de junio de 2012 por la editorial Gentosha Comics. Actualmente cuenta con seis volúmenes publicados. Un spin-off titulado Yarichin☆Bitch-bu dj - Wa! (輪っ!?), también escrito por Ogeretsu y centrado en los personajes de Yuri y Tamura, fue publicado el 4 de mayo de 2015. En marzo de 2018, se anunció que el manga sería adaptado a dos OVAs.

## Argumento
Takashi Tōno es un estudiante de primer año que es transferido de Tokio a una escuela solo para hombres, la Academia Morimori, la cual se encuentra rodeada de montañas. Al poco tiempo de llegar, traba amistad con el amigable Kyōusuke Yaguchi, pero la falta de interés de Tōno por los deportes le obligan a entrar al club más tranquilo de todos; el club de fotografía, en lugar de entrar junto a Yaguchi al club de fútbol. Sin embargo, pronto descubrirá que el club no es lo que parece y que en realidad los integrantes de este se dedican a tener relaciones sexuales con los demás estudiantes de la escuela, razón por lo cual el club es también llamado "Yarichin Bitch Club" (una jerga japonesa de palabras que literalmente se traduce como «club del sexo»).

## Personajes
Takashi Tōno (遠野 高志 Tōno Takashi?)
Voz por: Yūsuke Kobayashi (CD drama y OVAs)
Es el protagonista principal de la historia. Tōno es un estudiante de primer año que fue transferido de Tokio a la Academia Morimori para hombres. Entró al club de fotografía debido a su falta de interés hacia los deportes y creyendo que éste sería un "club tranquilo", pero se horroriza al descubrir que en realidad sus miembros se dedican a tener relaciones sexuales con los estudiantes, que de acuerdo con Tamura, es una forma de "dejarles liberar la presión", puesto que al ser una escuela solo de hombres y al estar en medio de montañas estos tenían que hacerlo de alguna manera. Se niega rotundamente a realizar cualquier tipo de actividad sexual, a pesar de la insistencia de los demás miembros del club. Es apoyado en esto por Yū, quien finge ser su novio para así evitar que los demás le obligasen a perder su virginidad contra su voluntad. Padece de una severa astrafobia y la única manera en la que puede calmarse es gritando nombres de comidas. 
Yū Kashima (加島 優 Kashima Yū?)
Voz por: Daiki Hamano (CD drama y OVAs)
Yū es un estudiante de primer año que, al igual que Tōno, fue transferido a la escuela ese mismo año. Se unió al club de fotografía debido a su amor por esta afición, pero descubrió que el club en realidad no tenía nada que ver con ello. Proviene de una gran familia, siendo el tercero de cinco hermanos, y al criarse en un ambiente numeroso detesta estar solo. Está enamorado de Tōno, a quien considera muy hermoso. Su primo es Kyousuke Yaguchi.
Kyōsuke Yaguchi (矢口 恭介 Yaguchi Kyōsuke?)
Voz por: Ayumu Murase (CD drama y OVAs)
Yaguchi fue el primer amigo que logró hacer Tōno. Es amable y gentil, así como también muy popular en la escuela. Tōno lo ve como alguien demasiado bueno y siente cariño hacia él. Sin embargo, Yaguchi envidia a su primo Yū, debido a que los demás siempre solían preferirlo a él cuando eran pequeños. Quiere llegar a ser alguien como él, razón por la cual siempre actúa de manera amable a pesar de sentir la mayor parte del tiempo remordimiento y frustración consigo mismo. Al enterarse de que Yū está enamorado de Tōno, se propone a conquistarlo para quitárselo. 
Ayato Yuri (百合 絢斗 Yuri Ayato?)
Voz por: Takuya Satō (CD drama y OVAs)
Es un estudiante de segundo año y vicepresidente del Yarichin Bitch Club. Su cabello es rosado y nunca se le ve sin un par de lentes de sol. Tiene problemas de habla y constantemente balbucea palabras, no obstante, Yuri es más inteligente de lo que se ve a simple vista y asiste a clases especiales.
Yui Tamura (田村 唯 Tamura Yui?)
Voz por: Kazuyuki Okitsu (CD drama), Yūki Ono (OVAs)
Tamura es un estudiante de segundo año y miembro del Yarichin Bitch Club. Su cabello es celeste y es bisexual. De acuerdo con Akemi, Tamura tiene una buena apariencia pero su personalidad, en cambio, no lo es tanto. Posee sentimientos amorosos hacia Yaguchi desde que éste le ayudó cuando unos estudiantes de tercer año le habían golpeado, situación que contribuyó a que se enamorase de él. Sin embargo, Yaguchi no parece recordarlo. Esto hecho, sumado a la incapacidad de Tamura de hablar correctamente con él (termina insultando a Yaguchi cuando en realidad quiere hacerle un cumplido), le llevó a repudiar las relaciones románticas. 
Keiichi Akemi (明美 圭一 Akemi Keiichi?)
Voz por: Tsubasa Yonaga (CD drama y OVAs)
Es un estudiante de tercer año y presidente del Yarichin Bitch Club. Está en una relación con Itome. Según Shikatani, las intenciones de Akemi son "peores que las suyas".
Kōshirō Itome (糸目 幸士郎 Itome Kōshirō?)
Voz por: Masahiro Yamanaka (CD drama y OVAs)
Es un estudiante de tercer año, miembro del Yarichin Bitch Club y novio de Akemi. No habla mucho y tiene problemas para expresarse. 
Itsuki Shikatani (鹿谷 樹 Shikatani Itsuki?)
Voz por: Masatomo Nakazawa (CD drama y OVAs)
Itsuki es otro de los miembros del Yarichin Bitch Club. Padece de un trastorno obsesivo-compulsivo, lo que provoca que tenga una obsesión con la limpieza y le gusta usar ropa femenina.
Tōru Fujisaki (藤咲 透 Fujisaki Tōru?)
Voz por: Kentarō Kumagai (CD drama y OVAs)
Es un estudiante de 1.er año de la Academia Mori Mori. Está obsesionado con Yuri desde que este le salvó la vida cuando intentaba suicidarse saltando del techo de la escuela, debido a sus problemas emocionales y depresión. Normalmente se le ve tartamudeando y con una actitud nerviosa alrededor de Yuri.
Minami (南?)
Es uno de los exmiembros del club. De acuerdo con Akemi, Minami solía ser mucho más perverso que él.
Akizawa (秋沢?)
Es uno de los exmiembros del club. Tamura reveló que en tercer año, Akizawa y Konno estuvieron saliendo en secreto y aún siguen juntos.
Konno (紺野?)
Es uno de los profesores de la Academia Mori Mori y consejero del Yarichin Bitch Club. Tiene una relación con Akizawa, uno de sus ex-estudiantes.

## Media

### Manga
Yarichin Bitch Club, escrito e ilustrado por Tanaka Ogeretsu, comenzó su serialización el 10 de junio de 2012. Es publicado por la editora Gentosha Comics y actualmente cuenta con seis volúmenes tankōbon. La serie ha sido licenciada para su publicación en Estados Unidos por SuBLime, mientras que en Alemania lo fue por Egmont Manga bajo el nombre de Come to where the Bitch Boys are.

#### Lista de volúmenes
| N.º | Título      | Fecha de lanzamiento     | ISBN original          |
| --- | ----------- | ------------------------ | ---------------------- |
| 1   | «Volumen 1» | 24 de marzo de 2016      | ISBN 978-4-344-83631-0 |
| 2   | «Volumen 2» | 24 de mayo de 2017       | ISBN 978-4-344-83940-3 |
| 3   | «Volumen 3» | 21 de septiembre de 2018 | ISBN 978-4-344-84237-3 |
| 4   | «Volumen 4» | 22 de enero de 2021      | ISBN 978-4-344-84765-1 |
| 5   | «Volumen 5» | 23 de julio de 2022      | ISBN 978-4-344-85073-6 |
| 6   | «Volumen 6» | 24 de diciembre de 2024  | ISBN 978-4-344-85523-6 |